# Adrijanci
Adrijanci (mađarski: Andorháza) je naselje u slovenskoj Općini Gornjim Petrovcima. Adrijanci se nalazi u pokrajini Prekomurju i statističkoj regiji Pomurju. 

## Stanovništvo
Prema popisu stanovništva iz 2002. godine naselje je imalo 164 stanovnika.